# Piene del Tevere a Roma
Le piene del Tevere hanno fatto parte della storia di Roma per oltre 2600 anni, nella valle del Tevere, dalla sua fondazione fino al XX secolo. 
Secondo la storia leggendaria della fondazione di Roma, fu il Tevere forse in piena, 28 secoli fa, che trascinò la cesta di Romolo e Remo fino al punto in cui vennero trovati dalla lupa e probabilmente il nome dei due eponimi di Roma deriva proprio da Rumon, nome etrusco del Tevere. 
Soltanto il completamento dell'arginatura del tratto urbano del fiume e di alcuni sbarramenti a monte di esso, avvenuto nel corso del XIX e XX secolo, ha permesso di controllare le piene del Tevere e di liberare Roma dalla costante minaccia di essere inondata.

## Vulnerabilità di Roma alle piene
Forse più di ogni altra città della sua importanza, Roma è sempre stata frequentemente soggetta ad allagamenti, inondazioni e a vere e proprie alluvioni catastrofiche causate dal fiume che la attraversa.
I fattori che hanno reso Roma così vulnerabile nei confronti del Tevere sono molteplici, di natura sia idrologica che antropica, e spesso sono stati esacerbati dall'evoluzione urbanistica e storica della città. Di seguito si elencano i principali.

### Il regime fluviale del Tevere
Il Tevere ha una portata media di circa 240 m3/s, decisamente modesta rispetto ai principali fiumi europei, che però può decuplicarsi in occasione delle maggiori piene; si stima che nella piena del 24 dicembre 1598, la maggiore mai registrata, la portata del fiume abbia raggiunto i 4000 m3/s (la portata media del Nilo è di circa 3000 m3/s). In ogni tempo, questa estrema variabilità ha posto le autorità civili di Roma davanti all'alternativa tra separarsi radicalmente dal fiume con muraglioni o vaste aree golenali e accettare il rischio di essere periodicamente inondata. In epoche diverse sono state fatte scelte diverse.

### Il percorso urbano del Tevere
Il Tevere, nell'attraversare Roma, forma due grandi anse: la prima è compresa tra Ponte Flaminio e Ponte Risorgimento, mentre la seconda, tra Ponte Cavour e l'Isola Tiberina, delimita l'area del Campo Marzio, una delle zone di Roma più densamente abitate fino dal termine del periodo repubblicano. La tendenza dei fiumi in piena di “tagliare le anse” ha naturalmente fatto sì che il Tevere in piena si cercasse un percorso attraverso il nucleo urbano della città.

### La pendenza dell'alveo
Il Tevere a Roma è ormai quasi giunto alla foce e la pendenza dell'alveo è modestissima. Si pensi che i punti più bassi di Roma (il Pantheon è uno di essi) si trovano a circa 12 metri sul livello del mare. Questo fattore, che non favorisce il deflusso delle acque, nei secoli si è aggravato a causa dell'accumularsi di sedimenti sul letto del fiume, con la conseguenza di diminuire ulteriormente la già scarsa pendenza (oltre che far avanzare la linea di costa).

### I ponti

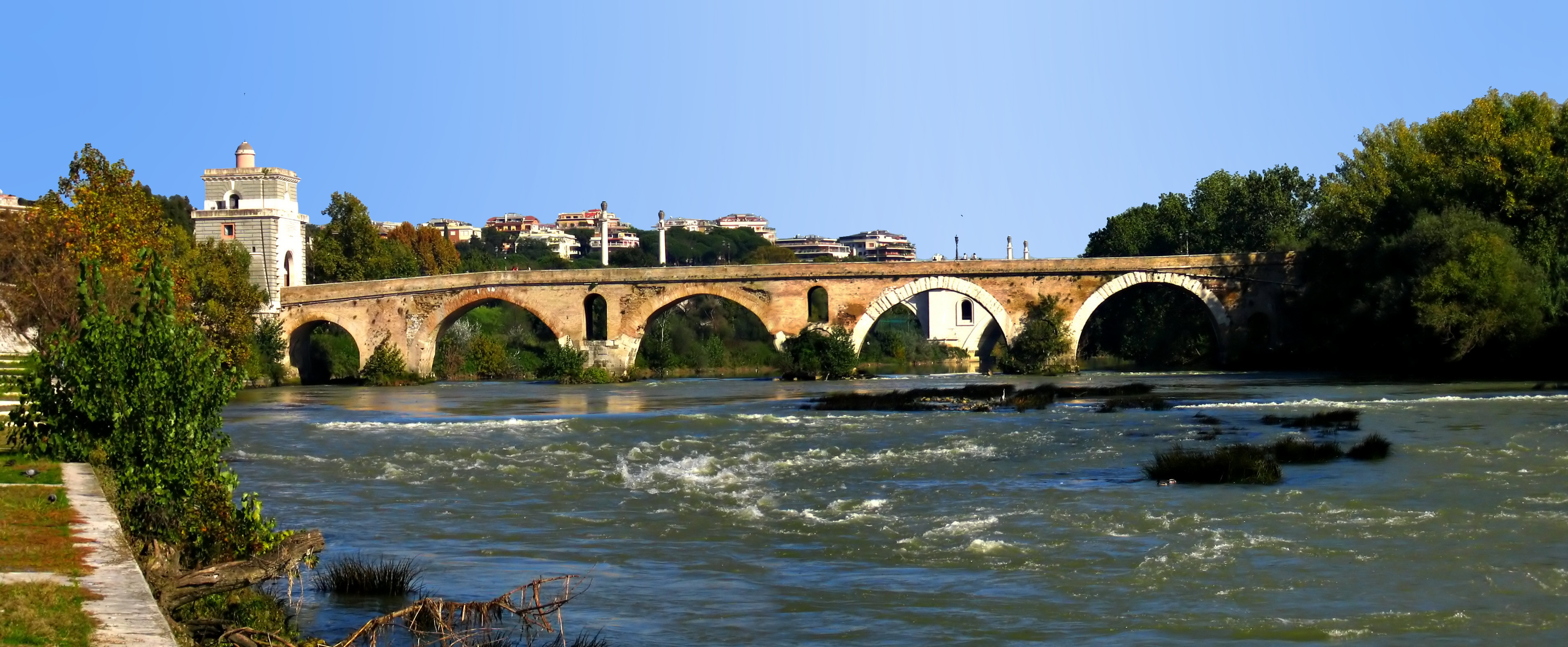
Ponte Milvio.

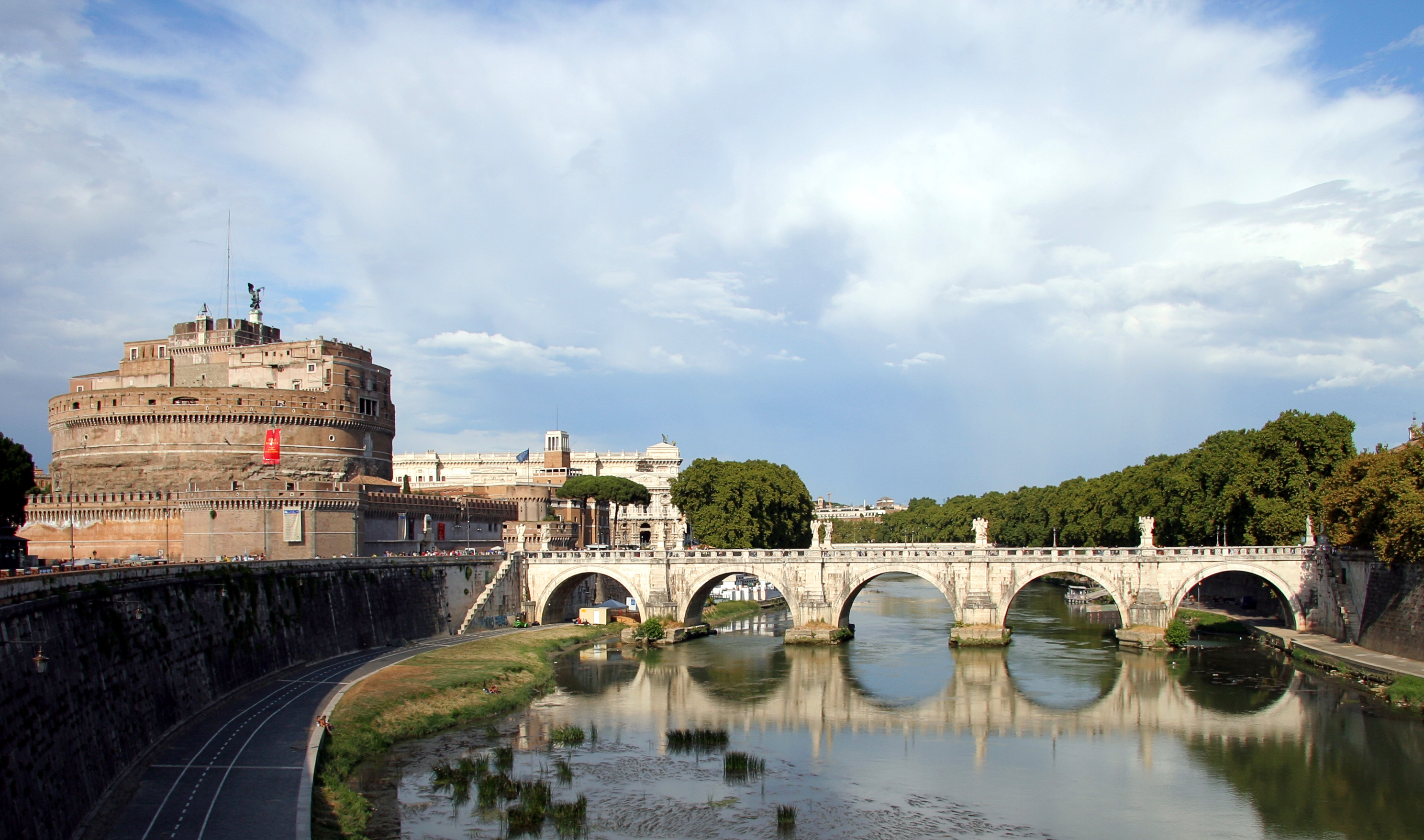
Ponte Sant'Angelo.

Fino dalle più remote epoche, due ponti in particolare hanno avuto un ruolo nefasto riguardo alle piene del Tevere a Roma: Ponte Milvio e Ponte Sant'Angelo.
Ponte Milvio, forse il ponte in muratura più antico in assoluto, è stato per duemila anni un ponte extraurbano. È situato circa 3 km a nord di Porta del Popolo e dopo di esso la via Cassia si dirama dalla via Flaminia; in quanto punto d'accesso fondamentale a Roma dal nord, ha sempre rivestito notevole importanza commerciale e militare, da Costantino a Garibaldi. Questo ponte venerando è stato però sempre caratterizzato da una luce estremamente scarsa che, in occasione delle piene, lo ha trasformato in una vera e propria diga. Le acque del Tevere (ingrossate da quelle dell'Aniene poco più a monte), trovando lo sbarramento rappresentato dal ponte, straripavano e, dopo aver percorso la via Flaminia, entravano in Roma da Porta del Popolo.
Ponte Sant'Angelo - anticamente Ponte Elio, fatto costruire nel 134 dall'imperatore Adriano come via d'accesso al proprio mausoleo (oggi Castel Sant'Angelo) - era originariamente dotato di lunghe rampe d'accesso fornite di numerosi archi, che nel corso del Medioevo vennero ostruiti dalla costruzione di edifici fin sulla riva del fiume. Un ulteriore peggioramento del ponte dal punto di vista idraulico si ebbe con un restauro rinascimentale, quando furono soppressi gli archi di sfogo originariamente presenti nei due piloni in alveo. Da allora anche Ponte Sant'Angelo, funzionando come diga, ebbe l'effetto di accentuare gli straripamenti a danno del Campo Marzio, che in ogni epoca è stata la zona di Roma più colpita dalle inondazioni.

### Il sistema fognario
Fin dall'epoca dei re Tarquini, Roma dispone di un'efficiente rete fognaria; costruita inizialmente con lo scopo di drenare le vaste zone malariche che circondavano i sette colli, è sempre stata una delle opere emblematiche della civiltà romana. Purtroppo per la città, la caratteristica (rimasta immutata fino alla fine dell'800) delle cloache romane di sboccare direttamente nel fiume le ha rese anche uno dei principali veicoli sfruttati dal Tevere in piena per allagare capillarmente ogni zona del centro, anche senza un vero e proprio straripamento.
Una delle zone più colpite dal rigurgito delle fogne è stata quella circostante il Pantheon. Ancora oggi, su un lato della chiesa di Santa Maria sopra Minerva si concentra una serie di lapidi in ricordo del livello raggiunto dalle maggiori inondazioni.

### Ostacoli al deflusso

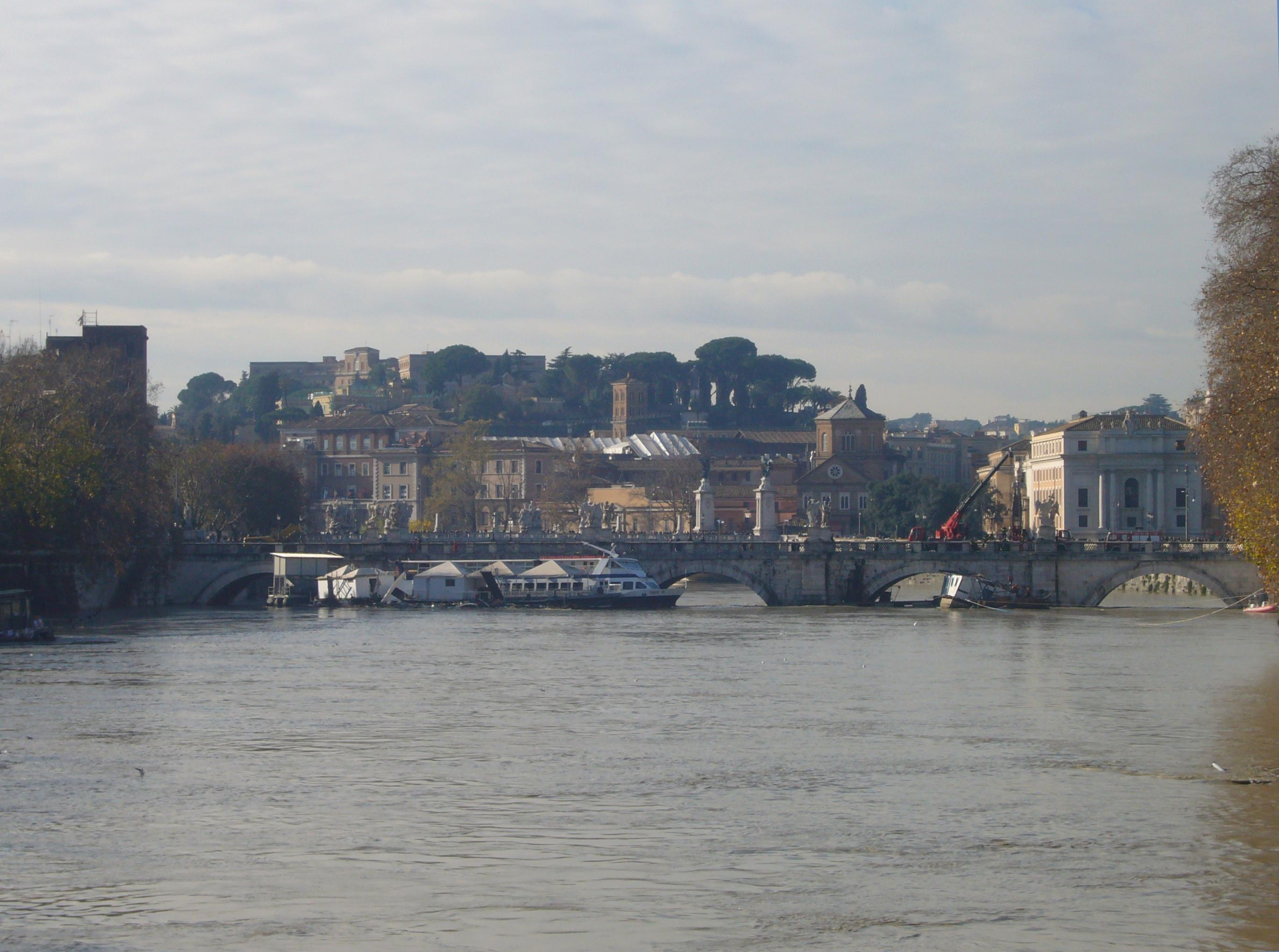
13 dicembre 2008: i battelli disancorati dalla piena ostruiscono la seconda e la quarta arcata del Ponte Sant'Angelo.

Degli 8 ponti presenti al tempo di Costantino (Milvio, Elio, Neroniano, di Valentiniano, Ponte Fabricio, Cestio, Senatorio e Sublicius), alla fine del XIV secolo ne rimanevano in piedi solo 5 (Milvio, Elio, Fabricio, Cestio e Senatorio). Le rovine degli altri 3, abbattuti dalle piene o per ragioni difensive, giacevano nel letto del fiume e, nel caso del Ponte Neroniano, sono ancora visibili un poco a valle di Ponte Vittorio Emanuele II. Queste rovine, come quelle di centinaia di edifici crollati nel fiume, battelli affondati, molini distrutti e semplici detriti, hanno contribuito nel corso della storia a ostacolare il deflusso delle acque, rendendo sempre più facile lo straripamento del fiume.
Bisogna inoltre ricordare i numerosi molini, che fin quasi alla breccia di Porta Pia hanno garantito il fabbisogno di farina di Roma e che, in occasione delle piene, tendevano a rompere gli ancoraggi e a ostruire i fornici dei ponti.

## Convivenza con le piene
Come si diceva più in alto, Roma ha sempre dovuto convivere con le “intemperanze” del suo fiume, adottando di volta in volta soluzioni completamente diverse.

### La Roma antica
(Plinio il Vecchio, Naturalis Historia, III, 55.)
La soluzione adottata dai fondatori di Roma fu la più semplice ed efficace: stabilire al sicuro, sulle alture dei colli, il centro abitato e i principali centri politici e religiosi (Palatino e Campidoglio).
In seguito, l'espansione della città costrinse i Romani a occupare anche le zone più vicine al Tevere e vennero avviate vaste opere di bonifica delle zone più acquitrinose. Tuttavia, nelle parti più basse furono ospitati prevalentemente edifici pubblici (i Fori, il Circo Massimo, il Teatro di Marcello), mentre la popolazione continuava a prediligere i colli.
Con Augusto, Roma si espanse decisamente verso il Campo Marzio e di conseguenza il rapporto con il Tevere dovette essere affrontato più direttamente: venne istituito un curator alvei, con la prerogativa di occuparsi della “manutenzione” del corso urbano del fiume, tenendone sgombro sia il letto che il greto. Sembra che in questa epoca l'ampiezza dell'alveo raggiungesse i 130 metri, pari al 30% in più della dimensione attuale.

Vennero anche studiati progetti più o meno ambiziosi di deviazioni e rettifiche del corso del Tevere, ma nessuno di essi fu messo in opera.

Dal III secolo, infine, due porzioni delle mura Aureliane (circa tra Ponte Nenni e Ponte Mazzini e tra Pons Sublicius e l'ex mattatoio di Testaccio) furono costruite lungo la riva sinistra del Tevere, probabilmente anche come misura di difesa dalle piene.
È da notare come in epoca antica le piene erano viste come un fenomeno cui adattarsi più che da combattere: lo testimoniano tuttora i porti fluviali di Testaccio e di Ostia antica, che erano dotati di banchine su più livelli per adattarsi alle piene e alle magre del fiume.

### La Roma papale

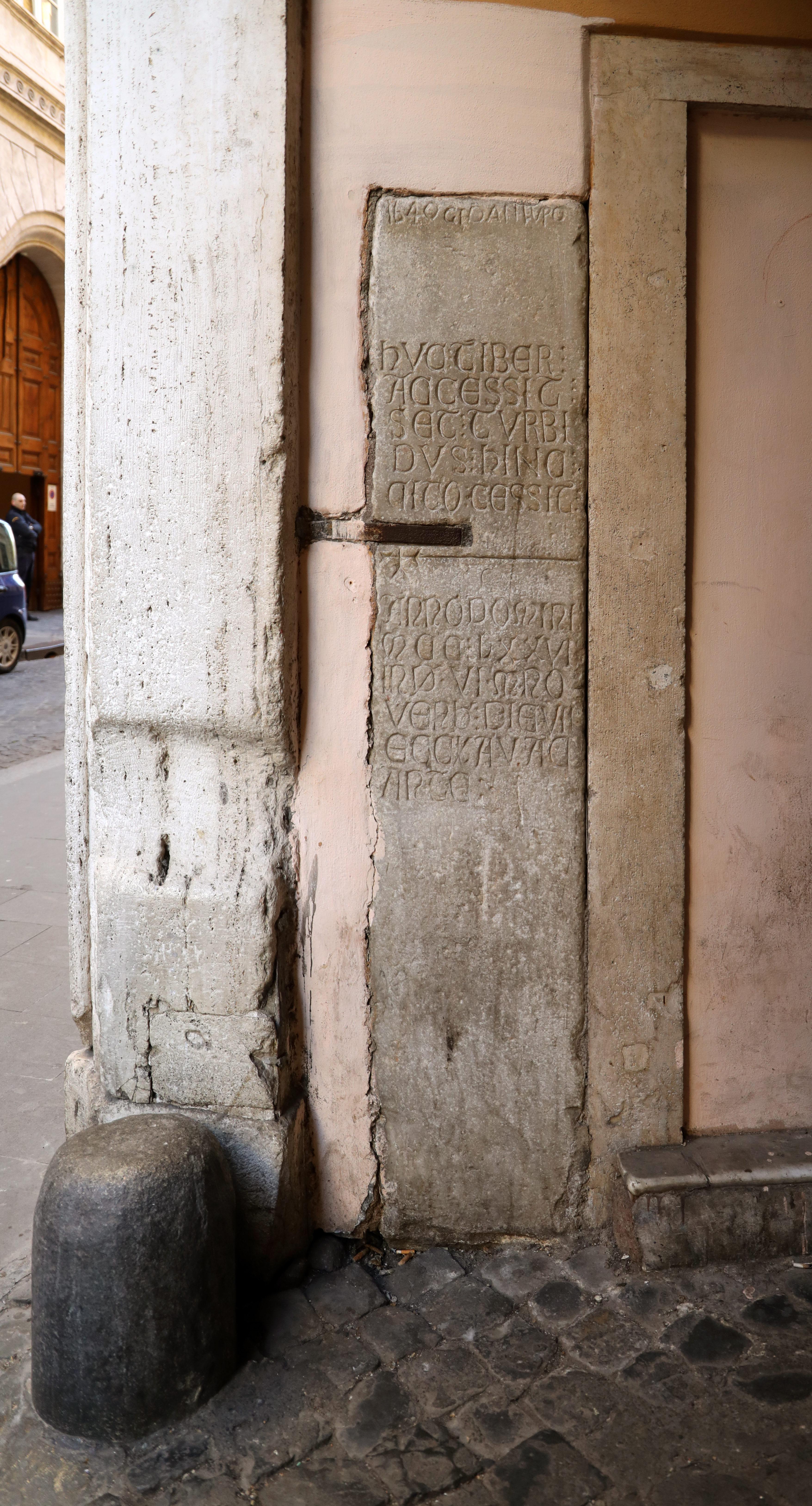
La più antica memoria delle alluvioni: lapide all'Arco dei Banchi (rione Ponte, alluvione del 5 novembre 1277), dalla vecchia facciata dei Santi Celso e Giuliano

Dopo la caduta dell'Impero, ogni controllo fu abbandonato e, di fatto, il rapporto dei Romani con il Tevere fu improntato al più totale fatalismo.
La decadenza, lo spopolamento e i saccheggi (soprattutto quello del 1084) spinsero la popolazione superstite a concentrarsi vicino a quella che era diventata la zona meglio fortificata e difesa della città: il Borgo, compreso tra Castel Sant'Angelo e il Vaticano.
Il risultato da un lato fu che la maggior parte della popolazione venne a trovarsi nella zona in assoluto più esposta alle piene, dall'altro l'aumento della densità abitativa sulle sponde del fiume pose le premesse per l'erosione e la sparizione delle aree golenali in favore di case e opifici.
L'atteggiamento del papato nei confronti del Tevere è stato caratterizzato da un'assoluta inazione durata undici secoli. Qui basta ricordare che, dopo il ponte di Valentiniano, risalente al IV secolo, nessun nuovo ponte fu costruito a Roma fino al pontificato di Pio IX, quando furono inaugurati tre ponti metallici (uno dei quali rendeva di nuovo transitabile, dopo circa 250 anni, il ponte Senatorio).

Solo al principio del Seicento, dopo una serie incredibile di piene catastrofiche, vennero elaborati alcuni progetti di rettifica del corso del Tevere, che però non ebbero seguito.

### I muraglioni

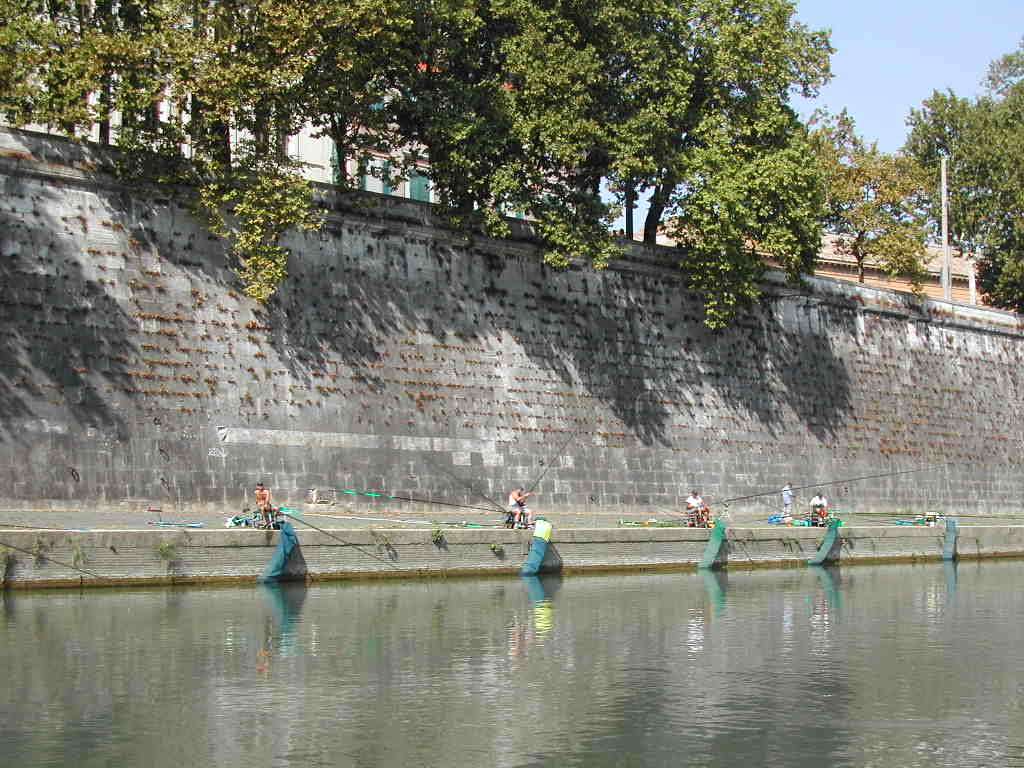
Un tratto dei muraglioni del Tevere

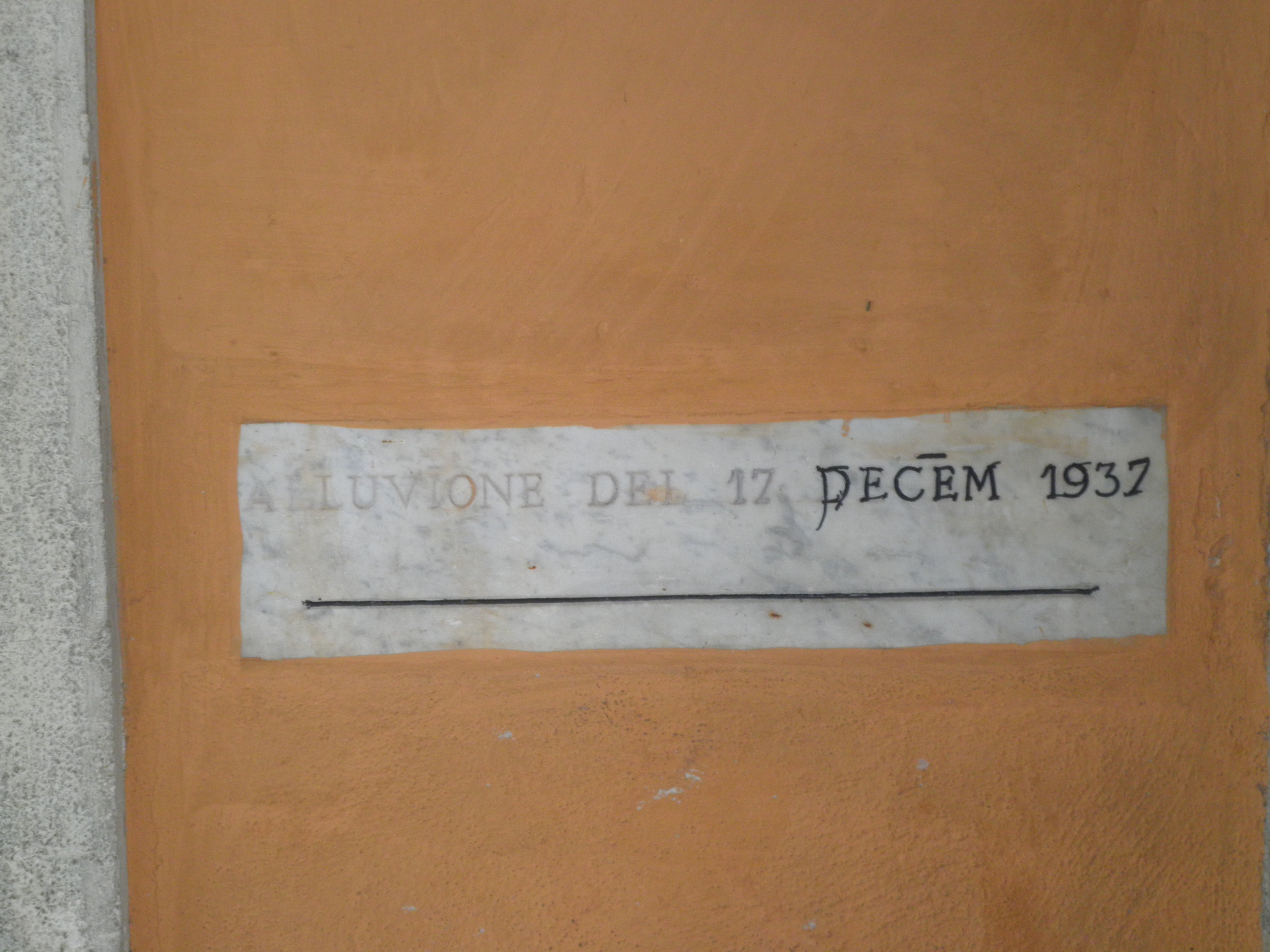
Memoria dell'ultima piena del Tevere (1937) al pronto soccorso del Fatebenefratelli, all'Isola Tiberina.

Come un segno del destino, il 28 dicembre 1870, poco più di due mesi dopo la breccia di Porta Pia, Roma subì una grande inondazione da 17,22 metri, la maggiore dal 1637. Secondo alcuni studiosi, se nel frattempo il bacino del Tevere non fosse stato ridotto in favore di quello dell'Arno, la piena del 1870 avrebbe superato in intensità addirittura quella del 1598.
L'impressione fu grande e di nuovo si pose mano a progetti di opere di difesa di Roma dalle piene. Il 1 gennaio 1871 fu istituita una commissione tecnica, che però rimase sostanzialmente inoperosa per mancanza di finanziamenti.
La situazione si sbloccò per impulso di Giuseppe Garibaldi, che nel 1875 spinse il Parlamento a dichiarare l'urgenza dell'opera e simultaneamente presentò un progetto di deviazione del Tevere e dell'Aniene, che avrebbero dovuto aggirare Roma da est su un tracciato più o meno simile a quello dell'attuale cintura ferroviaria.

Al momento di approvare la legge di finanziamento dell'opera, prevalse però il progetto di Raffaele Canevari di arginare il Tevere con gli alti muraglioni di travertino che si vedono ancora oggi.

I muraglioni avrebbero dovuto essere alti abbastanza da contenere una piena alta più di quella del 28 dicembre 1870 (18,45 m a Ripetta), avrebbero racchiuso un alveo largo 100 metri (alla base dei muraglioni) e avrebbero ospitato gli attuali Lungotevere.
Sotto i Lungotevere furono previsti due grandi collettori, che avrebbero raccolto l'acqua di tutte le fognature che prima sboccavano direttamente nel fiume e l'avrebbero convogliata più a valle; in questo modo venne risolto per sempre il millenario problema dell'allagamento delle zone basse di Roma attraverso le cloache.
Infine venne decisa una radicale sistemazione dell'alveo, con la rimozione di tutte le rovine, la ricostruzione di ponte Cestio, modifiche al ponte Sant'Angelo, la demolizione di due delle tre arcate superstiti di ponte Senatorio (da allora definitivamente “Rotto”) e la demolizione totale di tutto ciò che si trovasse sul tracciato dei muraglioni.
In un primo tempo si pensò addirittura di sopprimere l'Isola Tiberina, facendo scorrere il fiume solo sotto ponte Cestio, ma il progetto venne modificato.
La realizzazione dei muraglioni, durata quasi mezzo secolo e terminata solo nel 1926, ha cambiato il volto di Roma, liberandola dalla piaga delle inondazioni. La grande piena del 17 dicembre 1937, paragonabile a quella del 1870, provocò soltanto modesti allagamenti, che peraltro non si sono mai più ripetuti.
Roma ha ricompensato l'ingegner Canevari intitolandogli una stradina lungo la via Salaria, al confine con il comune di Monterotondo.

### Sbarramenti sul Tevere a monte di Roma
Il controllo sulle piene del Tevere si è ulteriormente rafforzato con la costruzione di alcuni sbarramenti idroelettrici, tra i quali ricordiamo le dighe di Corbara (1962) e Alviano (1964) e le traverse di Castel Giubileo (1952), Nazzano (1956) e Gallese(1961).

## Misurazione delle piene

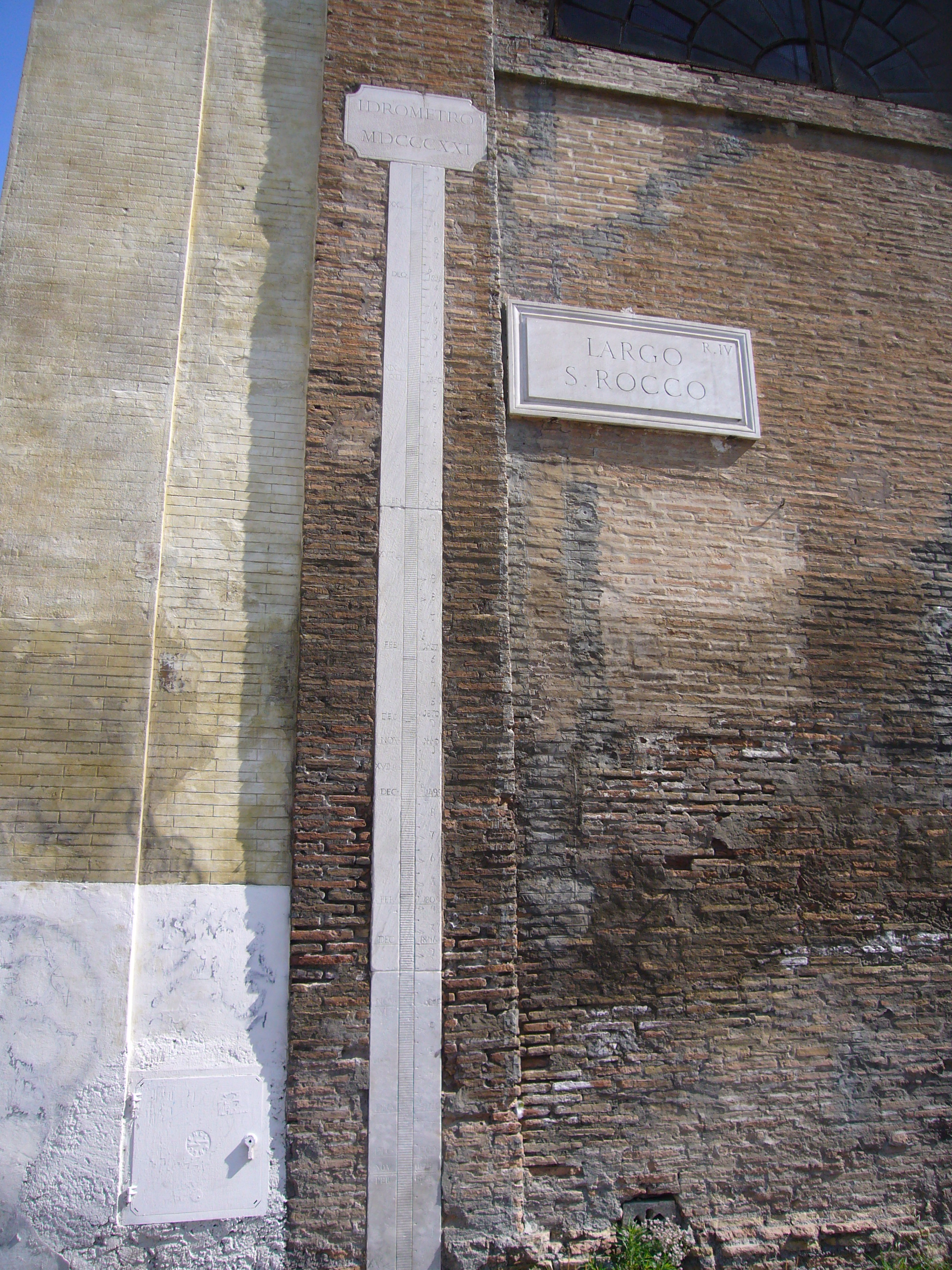
L'idrometro di Ripetta

Le piene di epoca repubblicana e imperiale ci sono note tramite gli storici classici (soprattutto Tito Livio e Cassio Dione Cocceiano), che però non forniscono elementi sufficienti per risalire a una misurazione del livello raggiunto dalle acque.
Sembra tuttavia che i Romani effettuassero delle misurazioni di livello del Tevere e tracce di un possibile idrometro sono state trovate presso ponte Sisto.
Nel medioevo si affermò l'uso di ricordare con delle lapidi affisse sulle pareti di alcuni edifici le piene memorabili. Tali lapidi furono dette manine, in quanto spesso il livello raggiunto dall'acqua veniva marcato da una mano con l'indice proteso.
La più antica di queste lapidi ricorda la piena del 6 novembre 1277, ma fonti scritte riportano l'esistenza di lapidi più antiche, scomparse in seguito.
Le manine possono essere trovate quasi ovunque, ma storicamente si sono concentrate soprattutto in alcuni luoghi: Castel Sant'Angelo (il quale ereditò il ruolo dalla chiesa dei santi Celso e Giuliano, che si trovava all'imbocco di Ponte Sant'Angelo), Santa Maria sopra Minerva e soprattutto il porto di Ripetta.
Da quando, nel 1704, fu inaugurato il porto, si segnarono sulle due colonne di travertino che lo ornavano (e che ancora si trovano all'imbocco di Ponte Cavour) i livelli delle piene. Questa funzione passò in seguito a un vero e proprio idrometro, che oggi si trova murato sulla parete laterale della vicina chiesa di San Rocco. Dal 1893, con la costruzione dei muraglioni, è attivo un nuovo idrometro, tuttora funzionante.
Il livello misurato fa riferimento allo “zero di Ripetta”, che corrisponde (con qualche approssimazione) con il livello del mare.
In base alla portata, le piene vengono considerate:
- ordinarie tra 800 e 1500 m3/s
- straordinarie tra 1500 e 2000 m3/s
- eccezionali oltre i 2000 m3/s

## Elenco delle piene principali dal 1277
La piena del 6 novembre 1277 è la più antica per la quale si sia conservata una targa commemorativa. Sebbene essa non si trovi più nella sua sede originale, si tratta della prima registrazione ragionevolmente attendibile del livello di una piena del Tevere.
Tra il 414 a.C. (data della piena più antica, riportata da Tito Livio) e il 1277, a Roma sono state registrate 58 piene, in media una ogni 30 anni.

Secondo Rodolfo Lanciani, dall'antichità al 1870 si sono verificate 132 inondazioni, che possono essere distribuite nei vari periodi storici come segue:
- 26 dalla fondazione della città all'inizio dell'era cristiana;
- 30 dall'anno 1 al 500;
- 21 dal 500 al 1000.
- 23 dal 1000 al 1500;
- 32 dal 1500 al 1870.

Nella tabella che segue sono riportate le piene con almeno 16 metri di altezza a Ripetta.
| Data                             | Portata massima (m3/s) | Altezza massima a Ripetta (m) | Note e immagini |
| -------------------------------- | ---------------------- | ----------------------------- | --- |
| 6 novembre 1277                  |                        | almeno 16                     | Lapide all'Arco dei Banchi. |
| dicembre 1280                    |                        | 16                            | |
| dicembre 1376                    |                        | 17                            | |
| novembre 1379                    |                        | 17                            | |
| 30 novembre 1422                 |                        | 17,22                         | |
| 8 gennaio 1476                   |                        | 17,41                         | |
| 5 dicembre 1495                  |                        | 16,88                         | Lapide a Sant'Eustachio. |
| 13 dicembre 1514                 |                        | almeno 16                     | |
| 8 ottobre 1530                   |                        | 18,95                         | Il segnale è sullo stipite della porta di Santa Maria della Pace. |
| 15 settembre 1557                |                        | 18,90                         | Deviò il corso del Tevere presso Ostia Antica. |
| 10 novembre 1589                 |                        | almeno 16                     | |
| 24 dicembre 1598 10 gennaio 1599 | 1400-4000 (stima)      | 19,56                         | La piena più alta mai registrata, durata fino al 26 dicembre. Durante questa piena crollarono tre arcate del Ponte Senatorio, che non fu più ricostruito e quindi ribattezzato dai Romani "ponte Rotto". L'acqua giunse fino a piazza di Pasquino, entrando nelle abitazioni lì presenti fino al piano terra. |
| 23 gennaio 1606                  |                        | 18,27                         | |
| 22 febbraio 1637                 |                        | 17,55                         | |
| 7 dicembre 1647                  |                        | 16,41                         | |
| 5 novembre 1660                  |                        | 17,11                         | L'inondazione è citata nel volume "Il Tevere incatenato", redatto dall'abate Filippo Maria Bonini che ne fu testimone. |
| 2 febbraio 1805                  |                        | 16,42                         | Targa posta in Corso del Rinascimento e in via dell'Arancio. |
| 10 dicembre 1846                 |                        | 16,41                         | Questa piena avvenne pochi mesi dopo l'elezione di Pio IX. È curioso sottolineare che anche nell'anno della sua morte, il 1878, Roma fu colpita da una piena di 15,37 m. |
| 28 dicembre 1870                 | 3300                   | 17,22                         | Il Re Vittorio Emanuele II, a seguito di questa piena, giunse a Roma in treno da Firenze il 31 dicembre 1870, visitandola per la prima volta. È la piena ricordata dal maggior numero di lapidi. |
| 2 dicembre 1900                  | 3100                   | 16,17                         | |
| 15 febbraio 1915                 | 2900                   | 16,08                         | |
| 17 dicembre 1937                 | 2750                   | 16,84                         | Ultima piena eccezionale. |